# Geordie featuring Brian Johnson
Geordie featuring Brian Johnson (Brian Johnson and Geordie) è una raccolta dei Geordie, pubblicata nel 1980 dalla Red Bus records; in quel periodo il gruppo si era sciolto, perché il cantante Brian Johnson fu chiamato negli AC/DC per sostituire Bon Scott, deceduto nel febbraio 1980. Nel disco ci sono 2 canzoni precedentemente pubblicate solo su singolo, "Treat her like a lady" e "Rocking with the boys tonite". Nel 1981 la raccolta è stata ristampata con la stessa identica lista tracce e con una copertina diversa e il titolo cambiato in "Brian Johnson and Geordie".

## Canzoni
1. Natural born loser (Malcolm)
2. Mercenary man (Malcolm)
3. Going down (brano tradizionale americano, riarrangiato da Brian Johnson e Vic Malcolm)
4. Treat her like a lady (Johnson - Rootham - Robson)
5. Hope you like it (Malcolm)
6. Keep on rocking (Malcolm)
7. Ten feet tall (Malcolm)
8. Rocking with the boys tonite (Johnson - Rootham - Robson)
9. Don't do that (Malcolm)
10. Fire queen (Malcolm)

## Formazione
- Brian Johnson (voce)
- Vic Malcolm (chitarra)
- Tom Hill (basso)
- Brian Gibson (batteria)
- Derek Rootham (chitarra)
- Dave Robson (basso)
- Davy Whittaker (batteria)